# Mary King’s Close
Mary King’s Close (в переводе с англ. — «Тупик Мэри Кинг») — подземная улица в центральной части Эдинбурга (Шотландия), на Королевской Миле. Получила своё название от имени домовладелицы Мэри Кинг (? — сентябрь 1644), дочери адвоката Александера Кинга, имевшей несколько владений на этой улице. Улица впервые упоминается под этим именем во второй половине XVII века, хотя сама по себе существовала и раньше (появилась не позднее начала XVI века). В XVIII веке при строительстве нового здания городской администрации (англ. Edinburgh City Chambers) Mary King’s Close вместе с несколькими прилегающими к ней улицами была частично разрушена, а частично — замурована и использована в качестве фундаментов для нового здания. В течение многих лет комплекс улиц оставался практически недоступен извне и оброс пышным букетом мифов и городских легенд, зачастую весьма мрачных.
В начале XXI века комплекс улиц, погребённых под зданием City Chambers, был вскрыт археологами. Остатки улиц были исследованы, расчищены и музеифицированы — спустя некоторое время, в 2003 году, был открыт музей «The Real Mary King’s Close» (в переводе с англ. — «Настоящий Тупик Мэри Кинг»), основой экспозиции которого стали сохранившиеся здания тупика Мэри Кинг. Используя реальные «декорации», музей знакомит посетителей с жизнью эдинбургских обитателей в XVI—XIX веках. Музей пользуется большой популярностью — к примеру, основной британский туристический сайт tripadvisor.co.uk включил музей «The Real Mary King’s Close» в состав маршрута «Три дня в Эдинбурге» (англ. 3 days in Edinburgh).